# Dead Sara
Dead Sara ist eine US-amerikanische Alternative-Rock-/Grunge-Band aus Los Angeles.

## Geschichte
Im Jahre 2002 lernten sich die Sängerin und Gitarristin Emily Armstrong und die Gitarristin Siouxsie Medley über einen gemeinsamen Freund kennen. Ein Jahr später begannen beide, gemeinsam Lieder zu schreiben und veröffentlichten dann 2004 ihre erste Single Changes. Im März 2005 hatte die Band ihren ersten Auftritt. Im gleichen Jahr änderte die Band ihren Namen in Dead Sara. Der neue Bandname ist eine Referenz an das Lied Sara von Fleetwood Mac. In dem Lied heißt es „…said Sara“, was die beiden Musiker als „dead Sara“ missverstanden. 2008 erschien über Viscount Records die erste EP The Airport Sessions. Nach zahlreichen Besetzungswechseln am Bass und Schlagzeug fanden Dead Sara mit Sean Friday am Schlagzeug und Chris Null am Bass eine feste Besetzung.
Am 10. April 2012 erschien das selbst betitelte Debütalbum, welches von Noah Shain produziert wurde. Die Single Weatherman wurde vom US-amerikanischen Onlinemagazin Loudwire zum besten Rocksong des Jahres ausgezeichnet. Die Band trat in der TV-Show Jimmy Kimmel Live! auf. Der Autohersteller Fiat nutzte das Lied für einen Werbespot. Im Frühjahr 2012 tourten Dead Sara zusammen mit Chevelle und The Used und nahmen an der Warped Tour 2012 teil. Anfang 2013 waren Dead Sara in einer Episode der TV-Serie Vampire Diaries zu sehen. Im Februar 2013 unterzeichneten Dead Sara einen Vertrag beim Majorlabel Epic Records, bevor sie erneut mit dem Produzenten Noah Shain ihr zweites Studioalbum in Angriff nahmen. 
Streitigkeiten mit Epic Records führten jedoch dazu, dass der Vertrag aufgelöst wurde. Im Sommer 2013 spielten Dead Sara auf dem von Metallica veranstalteten Festival Orion Music + More. Das zweite Album Pleasure to Meet You erschien am 31. März 2015 über das bandeigene Label Pocket Kid Records. Es folgte eine Headlinertournee, nach der der Bassist Chris Null ausstieg. In den folgenden Jahren erschienen die drei EPs The Airport Sessions (Remastered), The Covers und Temporary Things Taking Up Space. Am 17. September 2021 erschien über Warner Records ihr drittes Studioalbum Ain’t It Tragic. 
Im September 2024 wurde Emily Armstrong als neue Sängerin der Nu-Metal-Band Linkin Park vorgestellt.

## Stil
Jason Lymangrover vom Onlinemagazin Allmusic beschrieb Dead Sara als „dynamische Alternative-Rock-Combo“, die geradlinigen, von Gitarren angetriebene Rock-’n’-Roll-Hymnen im Geiste von L7 und Hole spielt. Sam Law vom britischen Magazin Kerrang beschrieb die Musik von Dead Sara als Kombination von Rocklegenden der 1970er Jahre wie Led Zeppelin und Fleetwood Mac mit der Selbstgerechtigkeit des Grunge und der Riot Grrl-Bewegung der 1990er Jahre.

## Diskografie
Studioalben
- 2012: Dead Sara
- 2015: Pleasure to Meet You
- 2021: Ain’t It Tragic

EPs
- 2008: The Airport Sessions
- 2016: The Airport Sessions (Remastered)
- 2017: The Covers
- 2018: Temporary Things Taking Up Space